# グリネル大学
グリネル大学（グリネルだいがく、Grinnell College、グリンネル大学とも表記）は、アメリカ合衆国アイオワ州グリネルにある私立リベラル・アーツ・カレッジ。1846年に会衆派教会によってアイオワ・カレッジとして創立した。同学は高等教育委員会（HLC、旧北中部大学学校協会/NCA）により認定を受けている。学生数約1,700人に対して20億ドルにのぼる潤沢な寄付金を基に、学生対教授の人数比9:1、ほとんどの授業は学生数20人未満という、リベラル・アーツ・カレッジの特徴とも言える少人数制教育を徹底して行っている。アイオワ州随一のリベラル・アーツ・カレッジで、ヒドゥン・アイビーの1つに数えられ、USニューズ&ワールド・レポート誌が毎年出している大学ランキングでは、全米のリベラル・アーツ・カレッジの中で常にトップ15に入っている。2023年度の合格率は11%と全米最難関の大学の一つである。

## 沿革

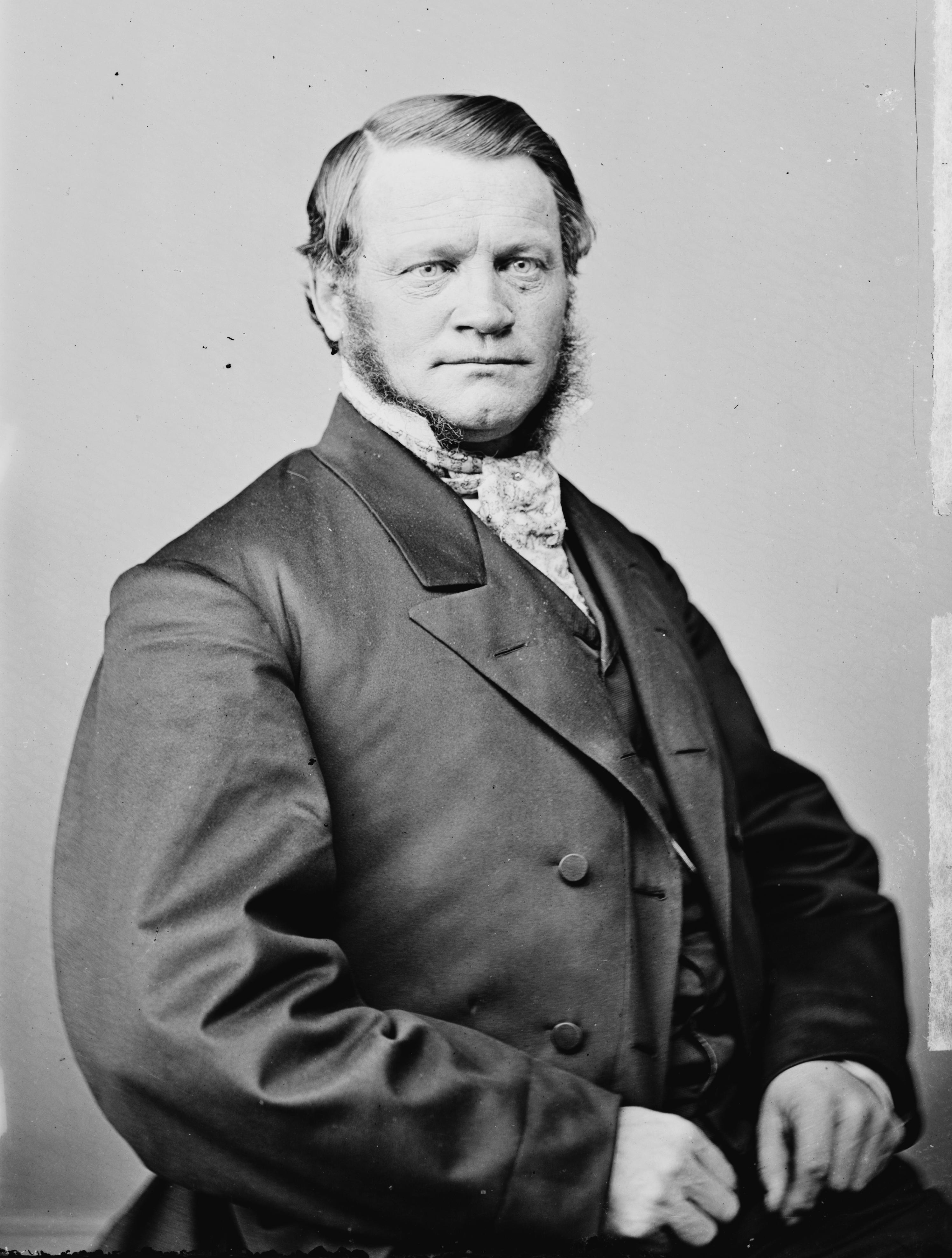
アイオワ州グリネル市の創設者の1人で、グリネル大学の後援者でもあった、ジョサイア・ブッシュネル・グリネル

1830年、会衆派教会の牧師アサ・ターナーがアイオワに入植し、東海岸の本部に伝道師の派遣を要請した。11人の伝道師がターナーに呼応し、アイオワ・バンドと呼ばれる伝道師団を結成してアイオワにやってきた。やがて1846年、アイオワ会衆派教会の年次大会で、アイオワ・カレッジを創立し、基金集めが始まった。その翌々年、1848年に、アイオワ・カレッジはダベンポートで開校した。その後間もなく、アイオワ・カレッジはグリネルに移転した。移転した頃から、アイオワ・カレッジは非公式にではあるものの、町の名と同じグリネルと呼ばれるようになった。しかし、正式名称としてグリネル大学に改称されたのは1909年のことであった。
アイオワ・カレッジはその初期に困難に直面することになった。1854年にミシシッピ川以西の大学として初めて2人の卒業生を送り出し、学士の学位を授与したものの、その後10年もしないうちに、南北戦争で学生や教職員の多くを取られた。しかし、南北戦争終結後は、女子学生を受け入れたり、実験を含む自然科学の分野を教育課程に新たに取り入れたりして、再び成長軌道に戻った。
1865年には初めて女子の卒業生を送り出した。また、1879年には初めてアフリカ系の卒業生を送り出した。
| 左: 1882年の竜巻の被害を受ける前に建っていた校舎右: 竜巻で全壊した校舎  |  | 左: 1882年の竜巻の被害を受ける前に建っていた校舎右: 竜巻で全壊した校舎 |
| 左: 1882年の竜巻の被害を受ける前に建っていた校舎 右: 竜巻で全壊した校舎 |  |                                                                        |

1882年、グリネルの町を竜巻が襲い、学生2人を含む39人の死者を出した。卒業式を10日後に控えたアイオワ・カレッジのキャンパスも竜巻の直撃を受け、校舎が全壊した。その後、被災したキャンパスはすぐに再建されたのみならず、教育課程も更に拡充され、新たに政治学や近代言語が取り入れられた。
19世紀末、1887年に38歳の若さで学長に就任したジョージ・オーガスタス・ゲイツの下、アイオワ・カレッジは社会的福音運動の中心地となった。1893年には応用キリスト教神学部門が創設され、ジョージ・D・ヘロンがその初代教授に就任した。ロバート・ハンディはこの時期の社会的福音運動およびこの両名について、以下のように評した。

The movement centered on the campus of Iowa (now Grinnell) College. Its leading figures were Professor George D. Herron and President George A. Gates.

（訳）この運動はアイオワ・カレッジ（現グリネル大学）のキャンパスを中心に起こった。その牽引役となっていたのは、ジョージ・D・ヘロン教授およびジョージ・A・ゲイツ学長であった。

| 左: 1904年に建てられたグリネル大学のカーネギー図書館。現在はカーネギー・ホールという校舎になっている。右: 1906年に建てられたヘリック礼拝堂。  |  | 左: 1904年に建てられたグリネル大学のカーネギー図書館。現在はカーネギー・ホールという校舎になっている。右: 1906年に建てられたヘリック礼拝堂。 |
| 左: 1904年に建てられたグリネル大学のカーネギー図書館。現在はカーネギー・ホールという校舎になっている。 右: 1906年に建てられたヘリック礼拝堂。 |  | |

20世紀に入ると、キャンパス内にはカーネギー図書館やヘリック礼拝堂が建てられた。また、1916年には、アメリカ合衆国外留学プログラムの先駆けとなるグリネル・イン・チャイナが、中国・山東省に設立された。このグリネル・イン・チャイナは、1937年の日中戦争勃発まで存続した。女子寮も整備され、全米的なモデルとなった。また、とりわけ1910年代には、1912年に卒業したハリー・ホプキンスをはじめ、後に第32代大統領フランクリン・ルーズベルト政権下でのニューディール政策において重要な役割を担うことになる卒業生を輩出した。
第二次世界大戦後にも、グリネル大学は社会の要請に沿った形で進化を続けた。1959年には、実践的政治学教育プログラムが創設された。このプログラムには、ユージーン・マッカーシー、バリー・ゴールドウォーター、ヒューバート・H・ハンフリーといった連邦上院議員や、前大統領ハリー・S・トルーマン、大統領ドワイト・D・アイゼンハワーも訪れた。公民権運動の最中、1967年には、Liberal Arts College in a World of Change（変革の時代におけるリベラル・アーツ・カレッジ）と題した集会が学内で開かれ、マーティン・ルーサー・キング・ジュニアが演説を行った。1987年には、グリネル大学と南京大学の交換留学提携という形で、グリネル・イン・チャイナが50年ぶりに復活した。2010年には、40歳以下の若手起業家を讃えて、最高100,000ドルの賞金も授与する、社会正義若手革新者賞を創設した。

## 施設
| グッドナウ・ホール |  | ミアーズ・コテージ |
| グッドナウ・ホール |  | ミアーズ・コテージ |

グリネル大学は州都デモインとアイオワシティのほぼ中間に位置する小さな大学町グリネルにキャンパスを構えている。メインキャンパスは概ね、南に6thアベニュー（国道6号線）、北に10thアベニュー、東にイースト・ストリート、西にパーク・ストリートに囲まれた範囲に収まっている。120エーカー（48.6ha）のキャンパス内には、カレッジエイト・ゴシック（ゴシック・リバイバルの亜流）からバウハウスに至るまで、様々な建築様式の校舎等の建物が68棟建ち、そのうち学内に現存する最古の建物であるグッドナウ・ホール、およびミアーズ・コテージの2棟は国家歴史登録財に指定されている。キャンパスの西側には、200棟以上の歴史的建築物から成り、地区全体で国家歴史登録財に指定されている、ノース・グリネル歴史地区が広がっている。

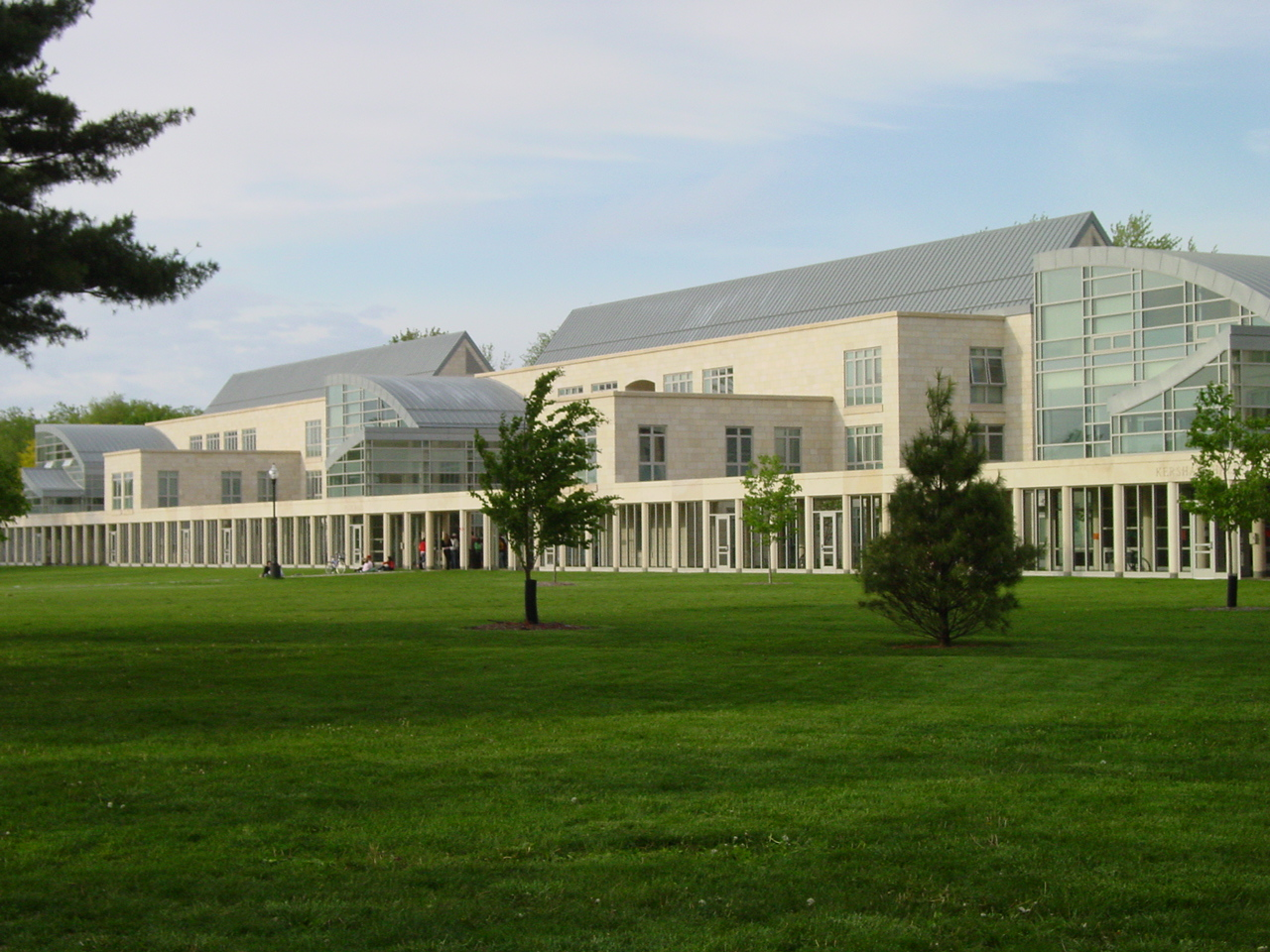
特徴的なロッジアで結ばれたキャンパス東部の学生寮群

学生寮はキャンパス北部、南部、および東部の3ヶ所に集中して建っている。キャンパス北部および南部の学生寮群はケンブリッジ大学やオックスフォード大学の学寮をモデルとしている。これに対し、キャンパス東部の4棟の学生寮は、ウィリアム・ローン・アソシエイツという建築事務所が設計した近代的なもので、LEED（Leadership in Energy and Environmental Design）認証を受けており、地元アイオワ産のライムストーンを用いて建てられている。3ヶ所いずれの学生寮群もそれぞれロッジアで結ばれているが、キャンパス南部の学生寮群のロッジアのみが、完全に壁で覆われ、厳冬期でも寒さをしのぐことができる構造になっている。1915年に最初の学生寮が建てられてから1968年まで、キャンパス北部の9棟の学生寮は全て男子寮、一方キャンパス南部の6棟は全て女子寮と分けられていたが、1968年以降は男子学生と女子学生が同じ寮の別の階に収容されるように改められた。
研究・教育用途の校舎はキャンパス南西部に集中している。また、スポーツ施設はキャンパス北東部に集中しており、そのいくつかは10thアベニューよりも北に立地している。

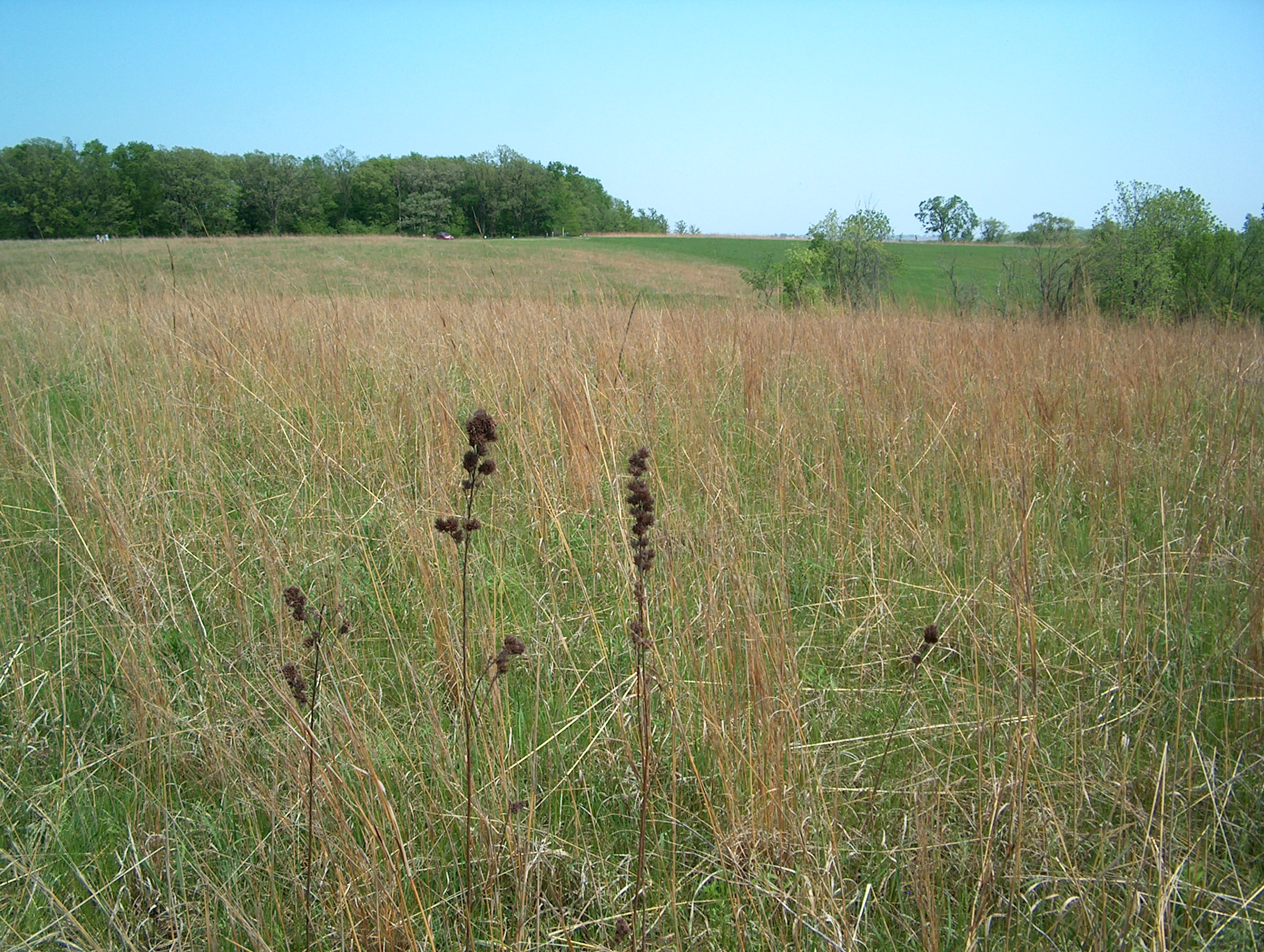
コナード環境研究所敷地に復元されたプレーリー

メインキャンパスに隣接する地区にもいくつかグリネル大学の所有する建物が建っている。古い研究・教育用途の校舎群からパーク・ストリートを隔てた向かい側には、家屋を転用した建物に数多くの管理部門の事務所が入っている。また、いくつかの住宅は大学が所有する、キャンパス外の学生用住居となっている。
メインキャンパスから西へ11マイル（17.6km）、ジャスパー郡東部には、グリネル大学の生物学部門がコナード環境研究園（Conard Environmental Research Area、CERA）という野外研究施設を有している。365エーカー（147.8ha）の広さを持つ同園の敷地には、同学が研究目的でプレーリー、森林、およびオークサバナといった、この地域のもともとの植生を復元している。同園は、同学の生物学部門の研究・教育目的の他にも、一般に開放されてハイキング、野鳥観察、写生などに使われている。同園はLEEDゴールド認証を受けている。

## 学術と教育

### カリキュラム

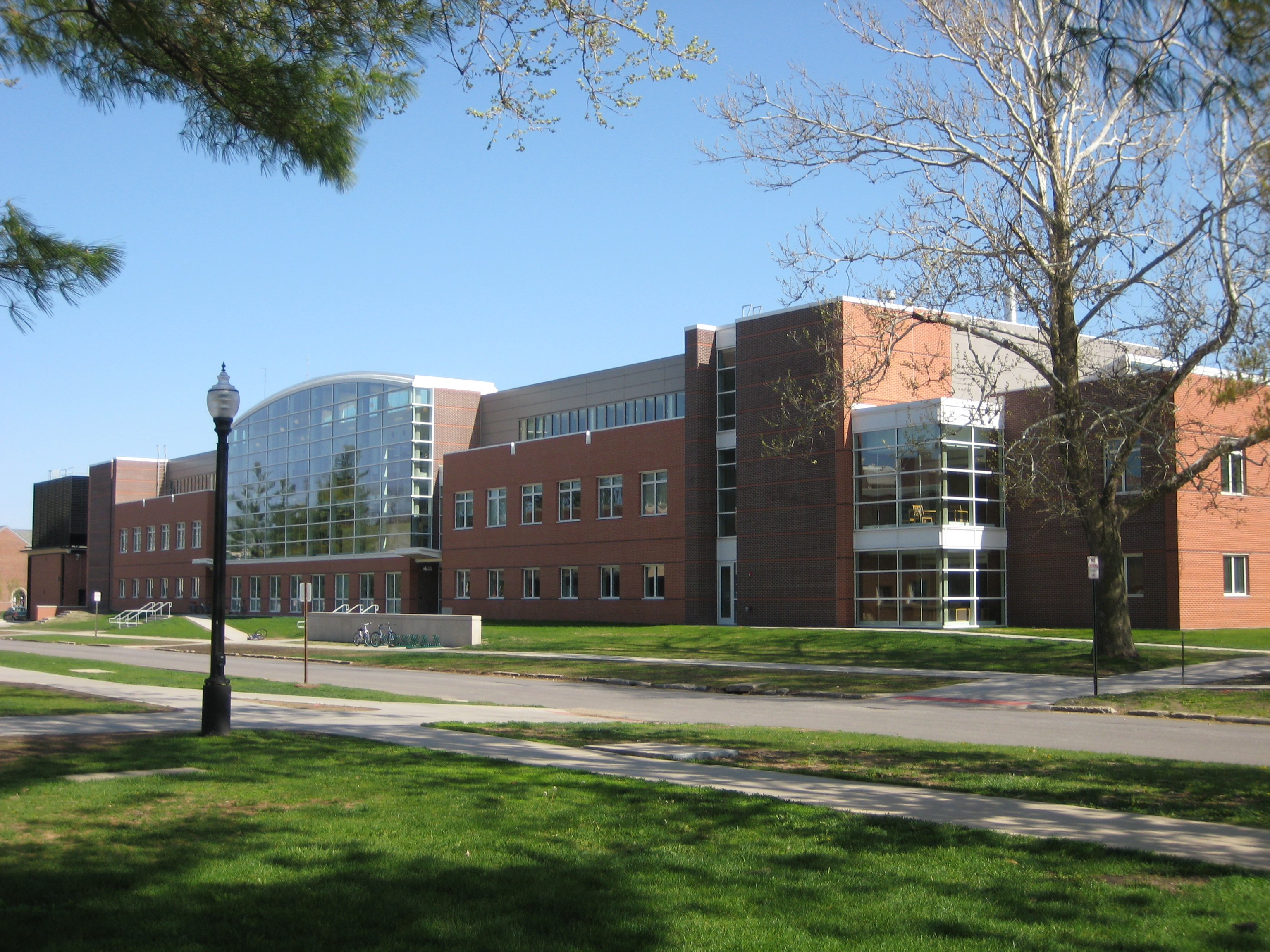
ロバート・ノイス科学センター

グリネル大学のカリキュラムの特徴はその柔軟性にある。同学には「コア・カリキュラム」や「一般教育科目」というものは無く、全学生必修となっているのは、1クラス10-14人の学生から成り、多岐にわたるテーマについてのディスカッションおよび集中的な作文を通じて、同学での学びに必要となる学問技能を身に付けることを目的とする、「1年次チュートリアル」と呼ばれる1科目だけである。あとは42分野にわたる500以上の科目の中から、1年次チュートリアルの担当教授が兼ねるアカデミック・アドバイザーとの相談の下に、個々の学生が自由に選ぶことができる。学生は2年次終了までに専攻を決定し、その時点で、専攻分野の教授の中から3-4年次のアカデミック・アドバイザーとなる教授を選ぶことになる。

### 提携プログラム

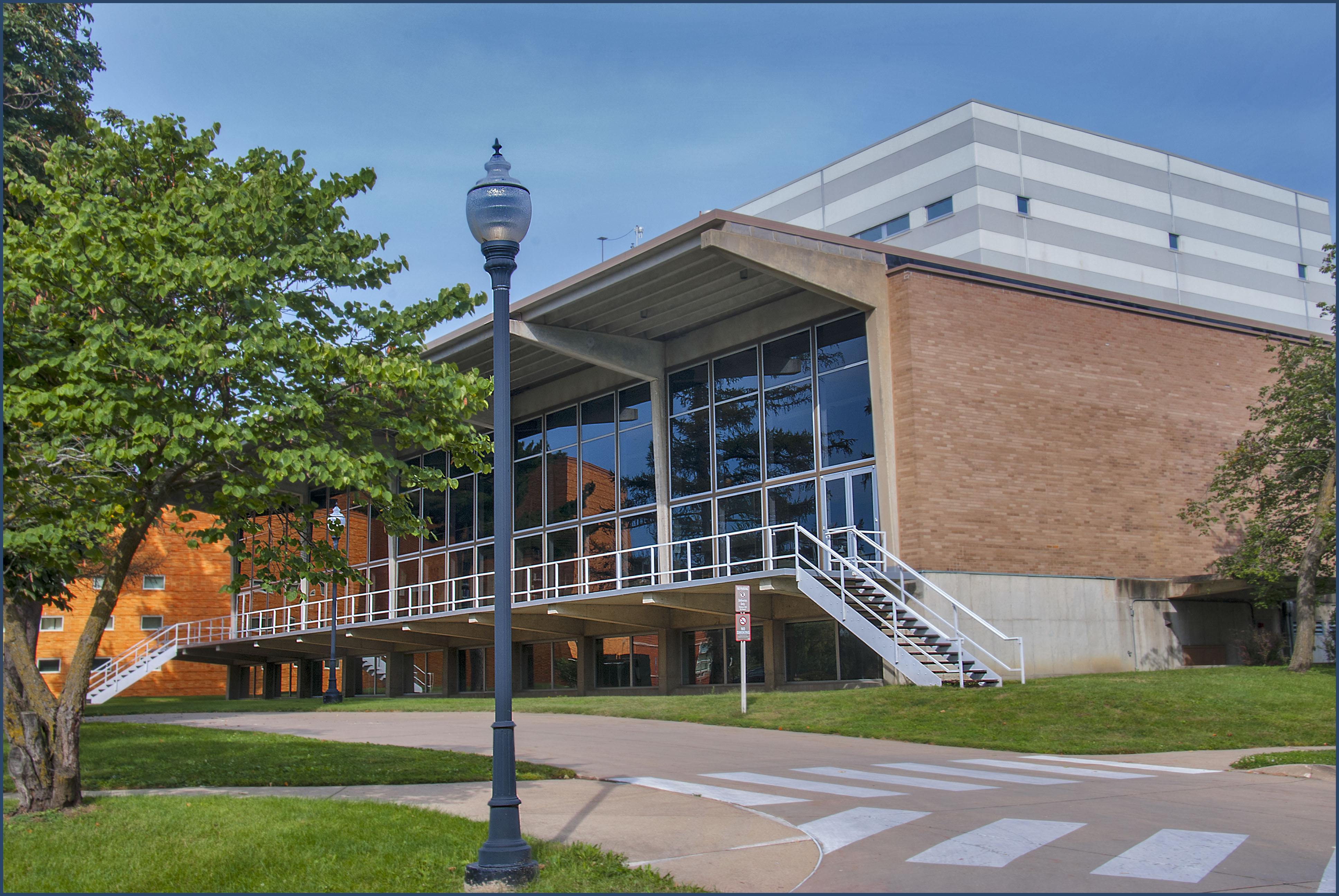
バーリング図書館

グリネル大学は他大学との提携も盛んに行っている。グリネル大学で3年、その後カリフォルニア工科大学、コロンビア大学、レンセラー工科大学、ワシントン大学（セントルイス）の4大学のいずれかで2年学ぶことで、グリネル大学の教養学士および提携校の工学士の両方の学位を5年で取得することのできるデュアル・ディグリー・プログラム（3-2工学プログラム）が用意されている。また、ダートマス大学側のプログラムとして、ダートマス大学の工学部と、グリネル大学を含むリベラル・アーツ・カレッジ20校の間にも、同様の5年デュアル・ディグリー・プログラムがある。このプログラムでは、上記と同様にグリネル大学3年+ダートマス大学2年の3-2プログラムのほか、1-2年次にグリネル大学、3年次にダートマス大学、4年次にグリネル大学、5年次にダートマス大学と、両校を行き来して両方の学位を取得する2-1-1-1というオプションも選択することができる。
アイオワ大学との間にも、公衆衛生学の分野で提携プログラムがある。このプログラムは、グリネル大学での学業と並行して、3年次までにアイオワ大学の公衆衛生学基礎オンライン受講、およびGREの受験を済ませ、4年次にもアイオワ大学の所定のオンライン講座を受講、その後アイオワ大学の大学院公衆衛生学修士課程で1年学ぶことで、5年間でグリネル大学の教養学士およびアイオワ大学の公衆衛生学修士の学位を取得することができる、というものである。
ワシントンD.C.のアメリカン大学との間にも、グリネル・イン・ワシントンという、1セメスターの提携プログラムがある。このプログラムは、アメリカン大学で開講される演習、およびワシントン市内でのインターンシップから成っており、演習はグリネル大学での8単位、インターンシップは4単位をそれぞれ与えられるというものである。演習はアメリカ政治、外交政策、国際経済・経営、国際法・国際機関、ジャーナリズム・ニューメディア、司法、公共衛生政策、および持続可能な開発の8分野から1つを選んで履修する。
アメリカ合衆国内のみならず、国際的な提携も盛んである。グリネル大学は世界45ヶ国に、夏季休暇中の短期のものから、1セメスターや1年のものまで、105の国外留学プログラムを有している。グリネル大学の全学生に占める留学生の割合は18%にのぼり、また、グリネル大学の学生の半数以上は、在学中に何らかの形で国外留学を経験する。グリネル大学は中西部大学連盟（Associated Colleges of Midwest、ACM）に加盟しており、同連盟と提携している五大湖大学連盟（Great Lakes Colleges Association、GLCA）の加盟校であるアーラム大学が主催する、早稲田大学との日本研究留学プログラムに参加しており、このプログラムを通じて同学から早稲田大学に留学生を派遣し、また同学に早稲田大学からの留学生を受け入れている。

### ランキングと入試
グリネル大学はヒドゥン・アイビーの1つに数えられ、USニューズ&ワールド・レポート誌が毎年出している大学ランキングでは、全米のリベラル・アーツ・カレッジの中で常にトップ15に入っている。同誌によると、入学難易度も最難関の部類に入るとされている。合格者の中間50%（25-75パーセンタイル）はSAT Critical Reading（国語）が800点満点中640-750点、Math（数学）が800点満点中680-780点、合計が1600点満点中1320-1530点となっている。ACTでは、36点満点中30-33点となっている。2023年度において、志願者数に対する合格率は11%であった。ミネソタ州のカールトン大学、マカレスター大学、セントオラフ大学や、オハイオ州のオーバリン大学といった、グリネル大学と同様に中西部を代表するリベラル・アーツ・カレッジがよく併願される。

## 註
1. 1 2 3 4 5 6  Grinnell College. U.S. News & World Report. 2019年. 2020年1月24日閲覧.
2. 1 2 3 4  Grinnell at a Glance. Grinnell College. 2020年1月24日閲覧.
3. ↑  Our Visual Language. Grinnell College. 2020年1月24日閲覧.
4. 1 2 3 4 5 6 7 8 9 10 11 12  Historical Timeline. Grinnell College. 2020年1月24日閲覧.
5. ↑  Grinnell College. Higher Learning Commission. 2020年1月24日閲覧.
6. ↑  Grinnell College Accreditation. Grinnell College. 2020年1月24日閲覧.
7. 1 2  Greene, Howard and Matthew W. Greene. Greenes' Guides to Educational Planning: The Hidden Ivies, 3rd Edition: 63 of America's Top Liberal Arts Colleges and Universities. New York: HarperCollins. 2016年. ISBN 978-0062420909.
8. 1 2  Best Colleges 2020: National Liberal Arts Colleges Rankings. U.S. News & World Report. 2019年. 2020年1月24日閲覧.
2020年版（2019年発行）では14位であった。
9. ↑  Morgan, J. "The Development of Sociology and the Social Gospel in America". pp.42-53. Sociological Analysis. Vol.30. Issue 1. Oxford University Press. 1969年. doi: 10.2307/3709933. JSTOR 3709933.
10. ↑  Robert, Handy. "George D. Herron and the Kingdom Movement". pp.97-115. Church History. Vol.19. Issue 2. American Society of Church History. 1950年. doi: 10.2307/3162192. JSTOR 3162192.
11. ↑  McHale, Cathryn. "Education for Women: The significance of Present-Day College Education for Women and Curriculum Changes". Journal of Higher Education. 1935年.
12. 1 2 3  Maps and Directions. Grinnell College. 2020年1月31日閲覧.
13. 1 2  IOWA - Poweshiek County. National Register of Historic Places. 2020年1月31日閲覧.
14. ↑  Klingensmith, S.J. Goodnow Hall. National Park Service. 1979年4月2日. 2020年1月31日閲覧.
15. ↑  Klingensmith, S.J. Mears Hall. National Park Service. 1979年4月2日. 2020年1月31日閲覧.
16. 1 2  Residence Halls. Grinnell College. 2020年2月1日閲覧.
17. ↑  Grinnell College: Residence Halls. William Rawn Associates. 2020年2月1日閲覧.
18. 1 2  Green Building at Grinnell. Grinnell College. 2020年2月1日閲覧.
19. ↑  Conard Environmental Research Area. Grinnell College. 2020年2月1日閲覧.
20. ↑  Individually Advised Curriculum, First Year Tutorial, Majors and Concentrations. Grinnell College. 2020年2月4日閲覧.
21. ↑  3-2 Engineering Program. Grinnell College. 2020年2月4日閲覧.
22. ↑  Dual-Degree Program. Dartmouth College. 2020年2月4日閲覧.
23. ↑  Master of Public Health Cooperative Degree Program. Grinnell College. 2020年2月4日閲覧.
24. ↑  Grinnell Bachelor of Arts to UI MPH - Undergrad to Grad. College of Public Health, University of Iowa. 2020年2月4日閲覧.
25. ↑  Grinnell-in-Washington. Grinnell College. 2020年2月4日閲覧.
26. ↑  Global Grinnell. Grinnell College. 2020年2月4日閲覧.
27. ↑  Grinnell College. Associated Colleges of Midwest. 2020年2月4日閲覧.
28. ↑  Our Colleges. Great Lakes Colleges Association. 2020年2月4日閲覧.
29. ↑  Japan Study. Earlham College. 2020年2月4日閲覧.
30. ↑  早稲田大学協定校一覧. p.4. 早稲田大学. 2019年11月1日. 2020年2月4日閲覧.